# Isaac Heymann
Isaac Heymann (Auras, 26 maart 1829 - Amsterdam, 9 augustus 1906) was een tot Nederlander genaturaliseerde chazan met tenorstem.

## Privé
Hij was zoon van chazan te Białystok Pinchas Heymann en Martha Gordon. Hij was getrouwd met de rabbijndochter Rebecca Göttinger. Van hun kinderen ging een aantal in de muziek: Carl Heymann en Johanna Heymann werden gerenommeerde pianisten; Louise Heymann (en ook haar dochter Emmy Göttinger) en Sophie Heymann werden zangeressen. Dochter Sara Heymann kreeg wel een professionele piano-opleiding, maar verkoos een functie als lerares boven die van concertpianiste.
Isaac Heymann was op weg naar de synagoge toen hij in elkaar zakte; hij stierf bijna onmiddellijk. Hij werd begraven op de Joodse begraafplaats in Muiderberg.
In 1929 herdacht de familie zijn honderdste geboortedag, gevolgd door een tentoonstelling in de Grote Synagoge aan het Jonas Daniël Meijerplein/Nieuwe Amstelstraat. In 1936 werd er nog een Joods koor opgericht dat zijn naam droeg.

## Muziek
Al op jeugdige leeftijd trad hij op binnen de Joodse gemeenschappen in Tsjechië, Rusland, Polen en Pruisen. Hij was gevestigd in Gniezno/Gnesen en Wieleń, destijds bekend als Filehne. De familie vestigde zich rond 1856 in Amsterdam, alwaar hij oppervoorzanger werd bij de Israëlitische gemeenschap. Zijn muziekopleiding kreeg hij nog van Ferdinand Hiller in Keulen, waar hij ook compositieleer studeerde. Een aantal van zijn kinderen zond hij ook naar Hiller. Op 29 mei 1906 werd zijn vijftigjarig jubileum als oppervoorzanger gevierd.
Hij componeerde ook enkele stukken, maar dan wel uitsluitend voor de synagoge. Zijn Schireri todah le’el (Dankliederen aan God) uit 1898 is opgedragen aan koningin Wilhelmina der Nederlanden. Het werk werd positief gerecenseerd door Gustaaf Adolf Heinze, Frans Coenen, Richard Hol en Friedrich Gernsheim. Het werk voor vierstemmig mannenkoor is een toonzetting van de psalmen 117, 100, 61 en 150.
Een deel van zijn werk is vastgelegd op compact discs uitgegeven door het Joods Historisch Museum in Amsterdam, maar ook Philips Records.
- Gemeinsame Normdatei: 117739081
- International Standard Name Identifier: 0000 0003 9269 3088
- MusicBrainz: f4376ea3-5d0b-4dab-bd2a-88bc474cfb37
- Nederlandse Thesaurus van Auteursnamen: 167288814
- Virtual International Authority File: 315536445
- WorldCat: E39PBJbxywHwt3Jf73YTkDycfq